# Neznělá palatální frikativa
Neznělá palatální frikativa je souhláska, která se vyskytuje v některých jazycích. V mezinárodní fonetické abecedě se označuje symbolem ç, číselné označení IPA je 138, ekvivalentním symbolem v SAMPA je C.

## Charakteristika
- Způsob artikulace: třená souhláska (frikativa), patřící mezi sykavky. Vytváří se pomocí úžiny (konstrikce), která se staví do proudu vzduchu, čímž vzniká šum – od toho též označení úžinová souhláska (konstriktiva).
- Místo artikulace: středopatrová souhláska (palatála). Úžina se vytváří mezi jazykem a tvrdým patrem.
- Znělost: neznělá souhláska – při artikulaci jsou hlasivky v klidu. Znělým protějškem je ʝ.
- Ústní souhláska – vzduch prochází při artikulaci ústní dutinou.
- Středová souhláska – vzduch proudí převážně přes střed jazyka spíše než přes jeho boky.
- Pulmonická egresivní hláska – vzduch je při artikulaci vytlačován z plic.

## V češtině
V češtině se tato hláska nevyskytuje.

## V jiných jazycích

### Němčina
V němčině je poziční variantou (alofonem) fonému /x/ (psaného ch), označuje se jako tzv. ich-laut.